# (26849) De Paepe
(26849) De Paepe est un astéroïde de la ceinture principale.

## Description
(26849) De Paepe est un astéroïde de la ceinture principale. Il fut découvert le 23 avril 1992 à La Silla par Eric Walter Elst. Il présente une orbite caractérisée par un demi-grand axe de 2,58 UA, une excentricité de 0,14 et une inclinaison de 7,2° par rapport à l'écliptique.

## Compléments